# プラグボード
プラグボード (英語: plug-board)はプログラム用の装置の一つで、1906年から1960年代にかけてIBM他のメーカが製造したパンチカードシステム（及び初期の電子計算機の一部）をプログラムするために用いられた。正式にはコントロールパネル (control panel)と呼ばれる。
取り替え可能なプラグボードを導入したのは、1920年代のIBM 3-S タビュレーティングマシンであった。プラグボードの構成やオプションは機器毎に異なっていた。それぞれのボードはおよそ一辺が30-70cm程度の大きさで、多くの穴が長方形に配列してあった。穴同士をプラグで配線した後で、ボードを機械に挿入する。そうすると配線に従って電気的な接続が行われることになる。例えばパンチカードを複製する場合は、カードリーダのブラシを穿孔機のソレノイドに接続する。その際一部の穴を他の位置に複製して、他の穴を無視するようなことは、比較的簡単な配線で実現できた。カウンタや継電器を利用するようなより複雑な応用も可能だった。
用途別に何枚かのボードを用意することもできた。あるボードは週毎の給料支払簿に、別のボードは月毎の会計報告に、といった具合である。プログラミングには、機種毎の動作とタイミングについての知識が必要だった。
|  |  |  |

|  |  |